# Экономика Губы
Экономика Губы включает в себя такие сферы, как сельское хозяйство, строительство, промышленность и транспорт.
В сентябре 2013 года Президентом Азербайджанской Республики — Ильхамом Алиевым было подписано Распоряжение «О дополнительных мерах по ускорению социально-экономического развития Губинского района».
Указом Президента Азербайджанской Республики № 24 от 11 февраля 2004 года была ратифицирована «Государственная Программа социально-экономического развития регионов Азербайджанской Республики (2004—2008 гг.)». Согласно программе, было предпринято около 81 мер по поддержке развития Губинского района.
Льготные кредиты предпринимателям Губа-Хачмазской экономической зоны в 1, 2 миллион манатов были выданы Национальным фондом поддержки предпринимательства (НФПП).

## Сельское хозяйство
Овощеводство и производство фруктов являются основными частями сельского хозяйства в Губе. Население занимается также выращиванием пшеницы и животноводства. На территории района широко распространены такие сельскохозяйственные культуры, как подсолнечник, картофель, виноград, зерновые, сушеные бобовые, сахарная свёкла, фундук, гранат, оливковое масло и т. д. Ежегодно осенью в городе проводится фестиваль яблок.
В Губе выращиваются специальные породы овец, а их шерсть используется для местной меховой промышленности.
Общая стоимость производства основной продукции в 2011 году составила 213183,0 тыс. манатов, 259659,5 тыс. манатов — в 2012 году, 226257,9 тыс. манатов — в 2013 году, 226425,3 тыс. манатов — в 2014 году и 191418,5 тыс. манатов в 2015 году.
На протяжении 4х лет, с 2011 по 2015 годы общая стоимость продукции сельского хозяйства, лесного хозяйства и рыболовных товаров увеличилась на 17,4 %.

## Строительство
В 2016 году в Губе было шесть строительных предприятий. Общая стоимость строительных работ составила 4 662,0 тыс. манатов.
Осуществляется реализация проекта о строительстве новых электростанций для удовлетворения потребностей населения в электроэнергии.

## Промышленность
Ядром промышленности Губы являются легкая промышленность и пищевая промышленность. Составной частью тяжелой промышленности являются электростанции.

### Пищевая промышленность
Пищевая промышленность включает в себя производство вина, мясо-молочных продуктов, консервированных фруктов и овощей и так далее. На территории района имеются заводы по переработке фруктов и овощей, малых и средних садоводческих хозяйств, предприятий по производству сухофруктов.

### Легкая промышленность
Легкая промышленность представлена изготовлением ковров и местными ткацкими фабриками. В областях района, изготовление ковров сохраняет свою значимость в плане традиции.

## Транспорт
Протяженность автомобильной дороги Баку-Губа с Россией составляет 208 км, а общая стоимость составляет 493,3 млн долларов США. Строительство дороги началось летом 2018 года при поддержке азербайджанской компании AzVirt.
Продолжается строительство мостов на автомобильной дороге Губа-Гонагкенд.
Существуют автомагистрали, телекоммуникационные линии, нефте- и газопроводы, проходящие через экономический район Губа-Хачмаз. Через этот регион проходят линии связи, соединяющие Азербайджан с Российской Федерацией.
На строительство автомобильной дороги Губа-Купчал-Кюснет из Резервного фонда Президента было выделено 5 миллионов манатов согласно «Государственной программе социально-экономического развития регионов Азербайджанской Республики в 2009—2013 годах».